# Kisősz
 Kisősz (románul és németül Gottlob) falu Romániában, a Bánságban, Temes megyében.

## Fekvése
Nagyszentmiklóstól 18 km-re délre, Lovrin, Nagykomlós, Nagyősz és Galambos közt fekvő település.

## Nevének változásai
1839 Gottlób, 1863, 1890 Kis-Ősz, Gotlob 1873, 1880 Gottlob, Kis-Ősz.

## Története
Kisősz (Lovrin) 1770-1771-ben alapított falu.
Odescalchi Eugénie memoárjában rögzítette azt az anekdotát, hogy amikor az első német csoport tagjai fárasztó útjuk után megérkeztek leendő településük határához, örömükben így kiáltottak fel: „Gottlob”, vagyis „Hála istennek!”, s innen ered a település elnevezése.
Borovszky Samu így ír a településről Torontál vármegye községei című munkájában:
Kisősz, a nagykikinda-aradi vasútvonal mentén fekvő nagyközség. ...
E helységet 1770-71-ben telepítette Hildebrand temesvári igazgatósági tanácsos németekkel, a kiknek 203 házat építtetett. Az újonnan alakult helység neve Gottlob volt. 1771-ben már iskolát is kaptak. 1781-ben báró Lipthay Antal tábornok vásárolta meg, utána fia báró Lipthay Frigyes lett a helység földesura. 1836-ban és 1873-ban a kolera pusztította a lakosokat. Az 1836. évi járvány megszűntének emlékére a lakosok egy szentkép oszlopot emeltettek, melyet az 1911. évben megújítottak. A róm. katolikusok temploma 1866-67-ben újból épült.
A trianoni békeszerződés előtt Torontál vármegye Perjámosi járásához tartozott.

### Az első világháború után
1951-ben 236 bánáti sváb lakosát deportálták a Bărăganra.
2004-ig Lovrin község része, majd önálló község lett.

## Népesség
- 1900-ban 2289 lakosából 2191 volt német, 55 magyar, 37 román, 6 egyéb anyanyelvű; 2267 római katolikus, 14 ortodox, 5 református, 3 egyéb vallású.
- 1910-ben 2017 lakosából 92 fő magyar, 1836 német, 49 román volt. Ebből 1933 római katolikus, 52 görögkeleti ortodox volt.
- 1992-ben az 1769 lakosából 1321 volt román, 224 német, 38 magyar és 186 egyéb (139 cigány), 1135 ortodox, 420 római katolikus, 14 református, 200 egyéb vallású.
- A 2002-es népszámláláskor 1941 lakosa közül 1677 fő (85,9%) román, 132 (6,8%) német, 74 (3,8%) cigány, 26 (1,3%) magyar, 15 (0,8%) ukrán, 8 (0,4%) bolgár, 3 (0,15%) szlovák, 1 (0,05%) szerb volt.

## Híres emberek
1785-1786-ban Bartók János, a nagy zeneszerző, Bartók Béla dédapja Borsodszirákról került a bánsági Kisőszre, majd a család innen költözött Nagyszentmiklósra.

## Külső hivatkozások
- BANATerra